# Campionati europei di atletica leggera 2010 - Staffetta 4×400 metri femminile
La competizione si è svolta tra il 31 luglio ed il 1º agosto 2010.

## Podio
| #       | Atleta        | Nazionalità | Tempo   | Note |
| ------- | ------------- | ----------- | ------- | ---- |
| Oro     | Germania      | Germania    | 3:24.07 |      |
| Argento | Gran Bretagna | Regno Unito | 3:24.32 |      |
| Bronzo  | Italia        | Italia      | 3:25.71 |      |

## Record
Prima di questa competizione, il record del mondo (RM), il record europeo (EU) ed il record dei campionati (RC) sono i seguenti:
| Record                | Prestazione | Atleta           | Data                                     | Competizione |
| --------------------- | ----------- | ---------------- | ---------------------------------------- | ------------ |
| Record mondiale       | 3:15.17     | Unione Sovietica | 1º ottobre 1988 Seul, Corea del Sud      |              |
| Record europeo        | 3:15.17     | Unione Sovietica | 1º ottobre 1988 Seul, Corea del Sud      |              |
| Record dei campionati | 3:16.87     | Germania Est     | 31 agosto 1986 Stoccarda, Germania Ovest |              |

## Programma
| Data           | Ora   | Round   |
| -------------- | ----- | ------- |
| 31 luglio 2010 | 11:50 | Round 1 |
| 1º agosto 2010 | 21:40 | Finale  |

## Risultati

### Round 1
Le prime 3 nazioni in ciascuna batteria (Q) e le 2 con le migliori prestazioni (q) si qualificano alla Finale.

#### Batteria 1
| Pos | Batteria | Nazione     | Atleta                                                                     | Tempo reazione | Tempo   | Note             |
| --- | -------- | ----------- | -------------------------------------------------------------------------- | -------------- | ------- | ---------------- |
| 1   | 6        | Russia      | Natalya Nazarova, Kseniya Zadorina, Antonina Krivoshapka, Kseniya Ustalova | 0.212          | 3:26.89 | Q                |
| 2   | 3        | Regno Unito | Nicola Sanders, Vicki Barr, Marilyn Okoro, Lee McConnell                   | 0.204          | 3:28.01 | Q                |
| 3   | 8        | Francia     | Marie-Angélique Lacordelle, Thélia Sigère, Laetitia Denis, Floria Guei     |                | 3:29.25 | Q                |
| 4   | 4        | Bielorussia | Katsiaryna Mishyna, Alena Kievich, Hanna Tashpulatava, Sviatlana Usovich   | 0.300          | 3:29.27 | q                |
| 5   | 5        | Turchia     | Özge Gürler, Birsen Engin, Meliz Redif, Pinar Saka                         | 0.229          | 3:33.13 | Record nazionale |
| 6   | 2        | Polonia     | Agata Bednarek, Izabela Kostruba-Rój, Aneta Jakóbczak, Anna Jesień         | 0.195          | 3:35.25 |                  |
| 7   | 7        | Belgio      | Axelle Dauwens, Elke Bogemans, Wendy Den Haeze, Lindsy Cozijns             | 0.214          | 3:37.56 |                  |

#### Batteria 2
| Pos | Corsia | Nazione   | Atleta                                                               | Tempo reazione | Tempo   | Note             |
| --- | ------ | --------- | -------------------------------------------------------------------- | -------------- | ------- | ---------------- |
| 1   | 5      | Italia    | Chiara Bazzoni, Marta Milani, Maria Enrica Spacca, Libania Grenot    |                | 3:27.95 | Q                |
| 2   | 3      | Germania  | Janin Lindenberg, Esther Cremer, Jill Richards, Claudia Hoffmann     | 0.240          | 3:28.67 | Q                |
| 3   | 7      | Romania   | Angela Moroşanu, Anamaria Ioniţă, Bianca Razor, Mirela Lavric        | 0.250          | 3:29.46 | Q                |
| 4   | 2      | Ucraina   | Darya Prystupa, Yuliya Krevsun, Nataliya Lupu, Hanna Titimets        | 0.211          | 3:29.50 | q                |
| 5   | 6      | Irlanda   | Marian Andrews, Joanne Cuddihy, Brona Furlong, Michelle Carey        | 0.173          | 3:30.11 | Record nazionale |
| 6   | 4      | Rep. Ceca | Jana Slaninová, Zuzana Bergrová, Jitka Bartoničková, Denisa Rosolová | 0.356          | 3:31.91 |                  |
| 7   | 1      | Slovenia  | Anja Puc, Liona Rebernik, Daša Bajec, Urška Klemen                   | 0.216          | 3:41.72 |                  |

#### Semifinale
| Pos | Batteria | Corsia | Nazione     | Atleta                                                                     | Tempo reazione | Tempo   | Note             |
| --- | -------- | ------ | ----------- | -------------------------------------------------------------------------- | -------------- | ------- | ---------------- |
| 1   | 1        | 6      | Russia      | Natalya Nazarova, Kseniya Zadorina, Antonina Krivoshapka, Kseniya Ustalova | 0.212          | 3:26.89 | Q                |
| 2   | 2        | 5      | Italia      | Chiara Bazzoni, Marta Milani, Maria Enrica Spacca, Libania Grenot          |                | 3:27.95 | Q                |
| 3   | 1        | 3      | Regno Unito | Nicola Sanders, Vicki Barr, Marilyn Okoro, Lee McConnell                   | 0.204          | 3:28.01 | Q                |
| 4   | 2        | 3      | Germania    | Janin Lindenberg, Esther Cremer, Jill Richards, Claudia Hoffmann           | 0.240          | 3:28.67 | Q                |
| 5   | 1        | 8      | Francia     | Marie-Angélique Lacordelle, Thélia Sigère, Laetitia Denis, Floria Guei     |                | 3:29.25 | Q                |
| 6   | 1        | 4      | Bielorussia | Katsiaryna Mishyna, Alena Kievich, Hanna Tashpulatava, Sviatlana Usovich   | 0.300          | 3:29.27 | q                |
| 7   | 2        | 7      | Romania     | Angela Moroşanu, Anamaria Ioniţă, Bianca Razor, Mirela Lavric              | 0.250          | 3:29.46 | Q                |
| 8   | 2        | 2      | Ucraina     | Darya Prystupa, Yuliya Krevsun, Nataliya Lupu, Hanna Titimets              | 0.211          | 3:29.50 | q                |
| 9   | 2        | 6      | Irlanda     | Marian Andrews, Joanne Cuddihy, Brona Furlong, Michelle Carey              | 0.173          | 3:30.11 | Record nazionale |
| 10  | 2        | 4      | Rep. Ceca   | Jana Slaninová, Zuzana Bergrová, Jitka Bartoničková, Denisa Rosolová       | 0.356          | 3:31.91 |                  |
| 11  | 1        | 5      | Turchia     | Özge Gürler, Birsen Engin, Meliz Redif, Pinar Saka                         | 0.229          | 3:33.13 | Record nazionale |
| 12  | 1        | 2      | Polonia     | Agata Bednarek, Izabela Kostruba-Rój, Aneta Jakóbczak, Anna Jesień         | 0.195          | 3:35.25 |                  |
| 13  | 1        | 7      | Belgio      | Axelle Dauwens, Elke Bogemans, Wendy Den Haeze, Lindsy Cozijns             | 0.214          | 3:37.56 |                  |
| 14  | 2        | 1      | Slovenia    | Anja Puc, Liona Rebernik, Daša Bajec, Urška Klemen                         | 0.216          | 3:41.72 |                  |

### Finale
| Pos     | Corsia | Nazionalità | Atleta                                                                              | Tempo reazione | Tempo   | Note             |
| ------- | ------ | ----------- | ----------------------------------------------------------------------------------- | -------------- | ------- | ---------------- |
| Oro     | 5      | Germania    | Fabienne Kohlmann, Esther Cremer, Janin Lindenberg, Claudia Hoffmann                | 0.194          | 3:24.07 |                  |
| Argento | 6      | Regno Unito | Nicola Sanders, Marilyn Okoro, Lee McConnell, Perri Shakes-Drayton                  | 0.246          | 3:24.32 |                  |
| Bronzo  | 3      | Italia      | Chiara Bazzoni, Marta Milani, Maria Enrica Spacca, Libania Grenot                   | 0.272          | 3:25.71 | Record nazionale |
| 4       | 2      | Ucraina     | Darya Prystupa, Hanna Titimets, Alina Lohvychenko, Antonina Yefremova               | 0.283          | 3:28.03 |                  |
| 5       | 7      | Francia     | Marie-Angélique Lacordelle, Muriel Hurtis-Houairi, Thélia Sigère, Virginie Michanol |                | 3:28.11 |                  |
| 6       | 1      | Bielorussia | Katsiaryna Mishyna, Alena Kievich, Hanna Tashpulatava, Sviatlana Usovich            | 0.232          | 3:28.74 |                  |
| 7       | 8      | Romania     | Angela Moroşanu, Anamaria Ioniţă, Bianca Razor, Mirela Lavric                       | 0.204          | 3:29.75 |                  |
| dq      | 4      | Russia      | Anastasiya Kapachinskaya, Antonina Krivoshapka, Kseniya Ustalova, Tatyana Firova    | 0.285          | 3:21.26 |                  |